# IC 400
IC 400 ist eine Galaxie von der Hubble-Sequenz S im Sternbild Hase in der Nähe des Himmelsäquators. Das astronomische Objekt wurde am 21. Januar 1889 vom US-amerikanischen Astronomen Ormond Stone entdeckt.
In der von Stone angegebenen Position (RA 05 03 43.9, Dec -15 46 00) befindet sich jedoch nichts. Dies ist kaum überraschend, da Stone sich nicht die Mühe machte, die Deklination seines Objekts (# 209) zu messen, sondern nur die Position seines Vergleichssterns und einen Versatz in der Rektaszension angab, so dass das beobachtete Objekt etwas nördlich oder südlich der IC-Position liegen könnte. Es gibt nur zwei Galaxien in dem Bereich, beide nur ein paar Bogenminuten südlich der angegebenen Position. Wenn man sich moderne Fotografien ansieht, scheint der wahrscheinlichere Kandidat 6dFJ0503456-154909 zu sein. Wenn wir jedoch die Realitäten der visuellen Beobachtungen des späten 19. Jahrhunderts berücksichtigen, ist die oben aufgeführte Galaxie der 17. Größe mit größerer Wahrscheinlichkeit IC 400, da der Stern der 15. Größe in Kombination mit seiner geringen scheinbaren Größe eine solche Galaxie ergibt und perfekt zu Stones Beschreibung mit "16.0 Magnitude, 0.1 Arcmin" passt, während die technisch hellere, aber größere Galaxie wahrscheinlich zu schwach für ihn war, da sich ihr Licht über ein viel größeres Gebiet ausbreitet und andere Angaben gemacht worden wären. Angesichts dieser Umstände ist es nicht verwunderlich, dass einige Referenzen PGC 905996 als IC 400 und andere die andere Galaxie auflisten (in beiden Fällen jedoch in der Regel mit einer Warnung vor der erheblichen Unsicherheit der Identifizierung).